# Alejandro Orfila

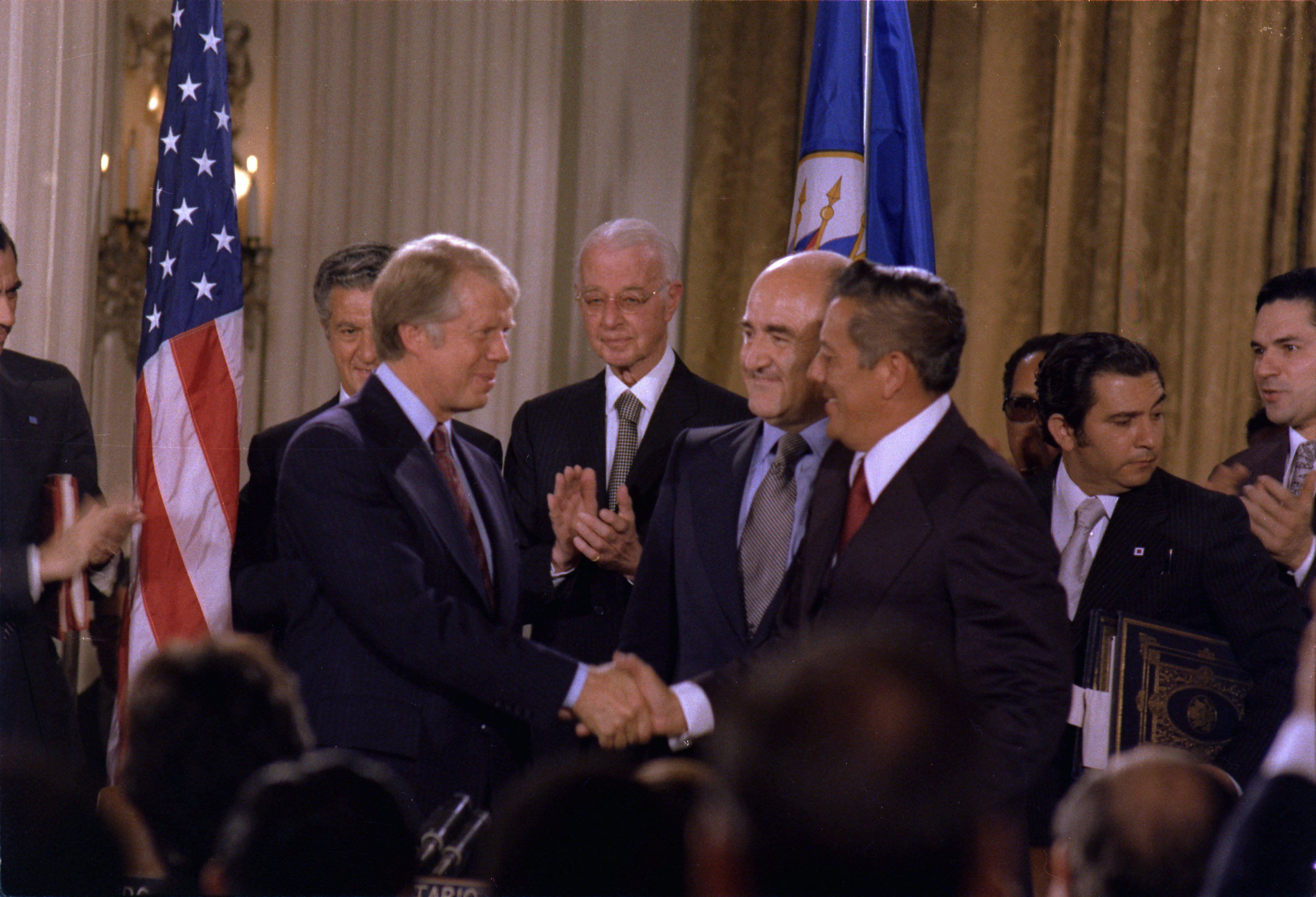
Alejandro Orfila (vorn, Mitte) mit US-Präsident Jimmy Carter und dem Chef der Militärjunta von Panama, General Omar Torrijos, nach der Unterzeichnung der Torrijos-Carter-Verträge am 7. September 1977 in Washington, D.C.

Alejandro Orfila (* 9. März 1925 in Mendoza, Provinz Mendoza, Argentinien; † 9. Juni 2021 in San Diego, Kalifornien) war ein argentinischer Diplomat, Winzer und Unternehmer, der Botschafter in Japan und den USA sowie zwischen 1975 und 1984 Generalsekretär der Organisation Amerikanischer Staaten (OAS) war.

## Leben

### Herkunft, Studium und Botschafter
Orfila stammt aus einer Familie von Winzern, die seit vier Generationen Weinbau in Argentinien betreibt. 1905 begründete sein Großvater das Familienunternehmen José Orfila Ltda., das heute noch besteht. Sein Vater Alejandro Orfila war zwischen 1926 und 1928 Gouverneur der Provinz Mendoza.
Er selbst absolvierte nach dem Schulbesuch ein Studium der Rechtswissenschaften an der Universidad de Buenos Aires (UBA), das er 1945 abschloss. Darüber hinaus absolvierte er später ein postgraduales Studium der Politikwissenschaften an der Stanford University sowie ein weiteres Studium im Fach Außenwirtschaftslehre an der Tulane University.
Nach Abschluss des Studiums trat er in den auswärtigen Dienst ein und fand zunächst zwischen 1946 und 1947 Verwendung als Legationssekretär im Außenministerium in Buenos Aires sowie danach als Botschaftssekretär an der Botschaft in der Sowjetunion. Danach war er zwischen 1947 und 1948 Konsul in Warschau sowie von 1948 bis 1949 Konsul in San Francisco, ehe er von 1949 bis 1950 Konsul in New Orleans war, ehe er zwischen 1950 und 1952 noch als Sekretär an der Botschaft in den USA fungierte.
Anschließend war Orfila für ein Jahr als Direktor des von seinem Großvater gegründeten Unternehmens José Orfila Ltda. in Mendoza tätig, ehe er 1953 nach Washington, D.C. zurückkehrte und dort bis 1958 Direktor des Büros für Öffentlichkeitsarbeit der OAS tätig war. Im Anschluss war er zwischen 1958 und 1960 Gesandter an der Botschaft in den USA war.
Am 23. Dezember 1960 erhielt er als Nachfolger von Javier Gallac seine Akkreditierung als Botschafter in Japan und war dort bis zu seiner Ablösung durch Adolfo Bollini im September 1962 tätig. Anschließend verließ er den diplomatischen Dienst und war als Unternehmensberater im internationalen Finanz- und Wirtschaftsgeschäft tätig.
Am 15. November 1973 wurde Orfila Botschafter in den Vereinigten Staaten und verblieb auf diesem Posten bis Juli 1975.

### Generalsekretär der OAS, Unternehmer und Winzer
Während dieser Zeit wurde er im Oktober 1974 erstmals für eine fünfjährige Amtszeit als Generalsekretär der Organisation Amerikanischer Staaten (OAS) gewählt. Diesen Posten trat er im Juli 1975 als Nachfolger von Galo Plaza Lasso an, der von 1948 bis 1952 Präsident von Ecuador war und das Amt des OAS-Generalsekretärs zwischen 1968 und 1975 bekleidete. Während seiner Amtszeit nahm er am 7. September 1977 an der Unterzeichnung der Torrijos-Carter-Verträge durch US-Präsident Jimmy Carter und dem Chef der Militärjunta von Panama, General Omar Torrijos, in Washington, D.C., teil. Mit den beiden Verträgen regelten die beiden Staaten den künftigen Status des Panamakanals und der Panamakanalzone. Die Verträge lösten damit den Hay-Bunau-Varilla-Vertrag aus dem Jahr 1903 ab, nach dem das Territorium als Außengebiet der Vereinigten Staaten von den USA kontrolliert wurde.
Im Oktober 1979 wurde er von der Generalversammlung der OAS für eine zweite fünfjährige Amtszeit wiedergewählt, trat von seinem Amt allerdings ein Jahr vor Ablauf der Amtszeit 1984 zurück. Nach einer kurzzeitigen kommissarischen Amtsführung des aus Barbados stammenden Vize-Generalsekretärs Val McComie übernahm der bisherige brasilianische Außenminister, João Baena Soares, 1984 das Amt des OAS-Generalsekretärs.
Anschließend war Orfila wieder als Unternehmensberater und Investor auf den Gebieten internationale Finanzen und Immobilien tätig und ließ sich im August 1989 zusammen mit seiner aus Deutschland stammenden Ehefrau, Helga Leifeld, in Rancho Santa Fe im kalifornischen San Diego County nieder, wo er sich ebenfalls in Immobilien- und Gemeindeaktivitäten befasste, ehe er im April 1994 das Weingut Orfila Vineyards & Winery begründete.
Für seine diplomatischen Verdienste wurde er mit zahlreichen in- und ausländischen Orden sowie mit Ehrendoktorwürden verschiedener Universitäten ausgezeichnet wie zum Beispiel am 23. September 2014 von der California State University, San Marcos.